# Maruf (district)
Pour les articles homonymes, voir Maruf.
Maruf (معروف en persan), également appelé Ma'ruf et Maroof, est un district dans la province de Kandahâr en Afghanistan. En 2006, il avait une population de 29 300 habitants. Le centre administratif du district est la ville de Maruf.

## Géographie
Le district de Maruf est situé dans la province de Kandahâr. Il est bordé par le district d'Arghistan à l'ouest, la province de Zabol au nord et le Pakistan à l'est et au sud.

## Crédit d'auteurs
- (en) Cet article est partiellement ou en totalité issu de l’article de Wikipédia en anglais intitulé « Maruf District » (voir la liste des auteurs).